# Aquinillum pallidum
Aquinillum pallidum is een keversoort uit de familie boktorren (Cerambycidae). De wetenschappelijke naam van de soort is voor het eerst geldig gepubliceerd in 1878 door Thomson.